# Киртланд (Нью-Мексико)
Киртланд (англ. Kirtland) — городок в округе Сан-Хуан, штат Нью-Мексико, США. По состоянию на 2019 год в нём проживал 601 человек.

## История
Киртланд был основан в начале 1880-х годов поселенцами-мормонами, которые назвали его в честь города из Огайо. В качестве тауна Киртланд был зарегистрирован в январе 2015 года по итогам голосования. Всего был подан 121 голос. 80 из них проголосовали за.

## География
Координаты Киртланда — 36°44′23″ с. ш. 108°20′42″ з. д. (36.739668, −108.345121).
По данным Бюро переписи населения США, он имеет общую площадь в 4,57 км2. Из них 4,46 км2 приходится на сушу, а 0,11 км2 — на воду.

## Население
| Год переписи                              | Нас. |       | %± |
| ----------------------------------------- | ---- | ----- | -- |
| 2019                                      | 601  | [ 7 ] | —  |
| 2019–2019 — перепись населения. Источник: |      |       |    |

## Образование
Киртланд входит в Центральный объединённый школьный округ.